# ديمتري ستراخوف
ديمتري ستراخوف (بالروسية: Страхов, Дмитрий Владимирович)‏ (و. 1995  م) هو راكب دراجة هوائية روسي، ولد في فيبورغ.

## سجل الفوز

### سباقات أو مراحل فاز بها
| التاريخ       | السباق                                         | المركز                                                                   |
| ------------- | ---------------------------------------------- | ------------------------------------------------------------------------ |
| 10 أبريل 2016 | كلاسيكا بريمافيرا 2016                         |                                                                          |
| 07 مايو 2017  | طواف كوميونيداد مدريد 2017                     | الأول في تصنيف أفضل شاب، الرابع في التصنيف العام، الرابع في تصنيف النقاط |
| 25 يوليو 2017 | برويبا فيلافرانسا دي أورديزيا 2017             | الثالث في التصنيف العام                                                  |
| 02 أغسطس 2017 | سباق الزمن للرجال - بطولة أوروبا للدراجات 2017 | الخامس في التصنيف العام                                                  |
| 27 أغسطس 2017 | تور دي أفينير 2017                             | المرتبة 11 في التصنيف العام، الثامن في تصنيف النقاط                      |
| 11 مارس 2018  | كلاسيكا دا أرابيدا 2018                        | الفائز في التصنيف العام                                                  |
| 31 مارس 2018  | جائزة ميغيل إندوراين 2018                      | العاشر في التصنيف العام                                                  |
| 08 أبريل 2018 | كلاسيكا بريمافيرا 2018                         | الخامس في التصنيف العام                                                  |
| 15 أبريل 2018 | 2018 Volta Internacional Cova da Beira         | الفائز في التصنيف العام                                                  |
| 22 أبريل 2018 | فولتا كاستيلا ليون 2018                        | السابع في التصنيف العام                                                  |
| 29 أبريل 2018 | فولتا أستورياس 2018                            | الخامس في تصنيف النقاط                                                   |

## جوائز
حصل على جوائز منها:

Master of Sports of International Class ‏

## روابط خارجية
- ديمتري ستراخوف على موقع الاتحاد الدولي للدراجات (الإنجليزية)
- ديمتري ستراخوف على موقع أرشيف الدراجات (الإنجليزية)
- ديمتري ستراخوف على موقع إحصائيات الدراجات الإحترافية (الإنجليزية)
- ديمتري ستراخوف على موقع نسبة الدراجات (الإنجليزية)
- ديمتري ستراخوف على موقع CycleBase (الإنجليزية)